# Лехбрук
Лехбрук (нім. Lechbruck) — громада в Німеччині, знаходиться в землі Баварія. Підпорядковується адміністративному округу Швабія. Входить до складу району Остальгой.
Площа — 17,25 км2. Населення становить 2759 ос. (станом на 31 грудня 2020).